# Pristimantis anolirex
Pristimantis anolirex là một loài động vật lưỡng cư trong họ Strabomantidae, thuộc bộ Anura. Loài này được Lynch mô tả khoa học đầu tiên năm 1983.
Môi trường sống tự nhiên của nó là các khu rừng vùng núi ẩm nhiệt đới hoặc cận nhiệt đới, vùng cây bụi nhiệt đới hoặc cận nhiệt đới vùng đất cao, và đồng cỏ ở cao nhiệt đới hoặc cận nhiệt đới. Loài này đang bị đe dọa do mất môi trường sống.